# 阿桑加羅區 (阿桑加羅省)
阿桑加羅區（西班牙語：Distrito de Azángaro），是秘魯的一個區，位於該國東南部普諾大區的阿桑加羅省，面積706.13平方公里，海拔高度3,850米，2005年人口29,649，人口密度每平方公里42人。